# Hynaero Frégate-F100
Ne doit pas être confondu avec la Classe F100, frégates de la Marine espagnole.
Le Hynaero Frégate-F100 est un projet d'hydravion à coque bombardier d'eau promu par la jeune pousse Hynaero, basée à Mérignac près de Bordeaux. Le coût du programme atteindrait un milliard d’euros. Soutenue par la région Nouvelle-Aquitaine, mais aussi par le gouvernement et la Commission européenne, l'entreprise prévoit de s’installer sur l'aéroport de Bordeaux-Mérignac pour procéder à son assemblage. Le premier prototype volera en 2029 pour une entrée en service opérationnel espérée en 2031.

## Description
La société a été formée par quatre cadres expérimentés de l'industrie aéronautique, issus de la sécurité civile, de l'armée, d'Airbus et de Bombardier. Son objectif est de proposer un hydravion à coque doté de deux turbopropulseurs dans le rôle de bombardier d'eau, capable d'écoper (c'est-à-dire de se ravitailler en eau sans se poser, en frôlant la surface d'un lac ou de la mer) sur 800 mètres seulement. Sa capacité en eau serait de 10 tonnes, largement supérieure aux 6 tonnes du Canadair CL-415, et capable de voler plus vite (460 km/h, soit 250 nœuds) durant 5 heures en convoyage et 4 heures en mission feu. Il disposera de commandes de vol électriques pour une meilleure précision de pilotage, une sécurité des vols renforcée et un viseur tête haute permettant une intégration des données en temps réel. Il serait proposé comme successeur des CL-415 et son évolution DHC-515 et autres appareils arrivant en fin de vie.
En juin 2025, la phase de conception détaillée commence. La carlingue est métallique pour simplifier les réparations éventuelles.
Les moteurs turbopropulseurs sont des Pratt & Whiney 150 de 5 000 cv.